# Herbert Jakob Weinand
Herbert Jakob Weinand (* 1953 in Wittlich; † vor oder am 2. Juni 2025 auf Sizilien) war ein deutscher Möbeldesigner, Innenarchitekt und Hochschullehrer. Er lebte und arbeitete in Berlin. Die letzten Jahre wirkte und lebte er auf Sizilien am Vulkan Ätna.

## Leben und Werk
Nach einer Lehre zum Möbeltischler von 1967 bis 1970 studierte er von 1973 bis 1975 Innenarchitektur an der Fachhochschule Mainz, Möbel- und Produktgestaltung an der Fachhochschule Düsseldorf und am Istituto Superiore per le Industrie Artistiche in Florenz. Anschließend war er im Bereich Messebau und Innenarchitektur tätig, erstellte unter anderem Objektbauten und Ausstattungen für Fernsehfilme (z. B. 1982 für Die flambierte Frau) und konzipierte erste Restaurant-Interieurs.
1985 eröffnete Weinand in Berlin eine eigene Design-Galerie (1992 neueröffnet). Im gleichen Jahr war er Gründungsmitglied der Designergruppe „Berliner Zimmer“ und arbeitete für Fernsehproduktionen des WDR. 1989 gestaltete er Stände auf zwei Möbelmessen (u. a. der Internationalen Möbelmesse).
Im Jahr darauf begann eine Zusammenarbeit mit dem italienischen Laminathersteller Abet und mit Alessi; außerdem führte er verschiedene Inneneinrichtungsprojekte durch. 1992 entwarf er eine Möbel- und Glaskollektion für die Mailänder Designergruppe Memphis. 1993 konzipierte er den Trendstand „domotrend '93“ auf der Inneneinrichtungs-Fachmesse Domotex in Hannover, sowie das Interieur für das Bleibtreu Hotel in Berlin.
Die nächsten Jahre brachten Aufträge zur Konzeption verschiedener Inneneinrichtungen, so für die Gästehäuser des Jagdschlosses Hubertusstock in Eichhorst (1994), das Berliner Traditionsrestaurant Luther & Wegner, für DK-Cosmetics (ehemals im Modehaus Kramberg) in Berlin, das Hotel InRuh am Peetzigsee, sowie weitere Projekte (u. a. für die Firma Leysieffer).
1998 erhielt Weinand eine Professur für das Fachgebiet Möbeldesign im Studiengang Innenarchitektur an der Fachhochschule Lippe und Höxter in Detmold.
Weitere Konzept- bzw. Design-Aufträge waren 1999 das Interieur für eine Markthalle in Berlin, 2000 ein Domotex-Messestand des TrendHotel-aquawellness, die Inneneinrichtung des Restaurants des Museums für Kommunikation in Berlin, 2001 für Seminar- und Gästehäuser des Projektes „Ortes der Stille“ im mecklenburgischen Saunstorf, das ökologische Wohn- und Geschäftshaus-Projekt „gruenehaus“ in Berlin, 2002 für das Bio-Art-Hotel in Hennef, 2003 für einen Campus der FH Lippe und Höxter, für die Inneneinrichtung und grafische Gestaltung des Lokals „Fischerhütte“ am Schlachtensee in Berlin und die Inneneinrichtung der Borsig-Villa Reiherwerder in Berlin (das Gästehaus für ausländische Staatsgäste des Auswärtigen Amtes).